# Steven Adams (baloncestista)
Steven Funaki Paea He Ofa Ki Loa Adams (Rotorua, Nueva Zelanda, 20 de julio de 1993) es un baloncestista neozelandés que pertenece a la plantilla de los Houston Rockets de la NBA. Con 2,11 metros de altura, juega en la posición de pívot.

## Trayectoria deportiva

### Universidad
Jugó durante una única temporada con los Panthers de la Universidad de Pittsburgh, en las que promedió 7,2 puntos, 6,3 rebotes y 2,0 tapones por partido. Fue incluido en el mejor quinteto rookie de la Big East Conference, el primer Panther elegido en el quinteto desde 2008, en que fue también incluido DeJuan Blair.

#### Estadísticas
| Año     | Equipo     | PJ | PT | MPP  | %TC  | %3P  | %TL  | RPP | APP | ROB | TPP | PPP |
| ------- | ---------- | -- | -- | ---- | ---- | ---- | ---- | --- | --- | --- | --- | --- |
| 2012–13 | Pittsburgh | 32 | 32 | 23.4 | .571 | .000 | .443 | 6.3 | .6  | .7  | 2.0 | 7.2 |

### Profesional

#### Oklahoma City Thunder

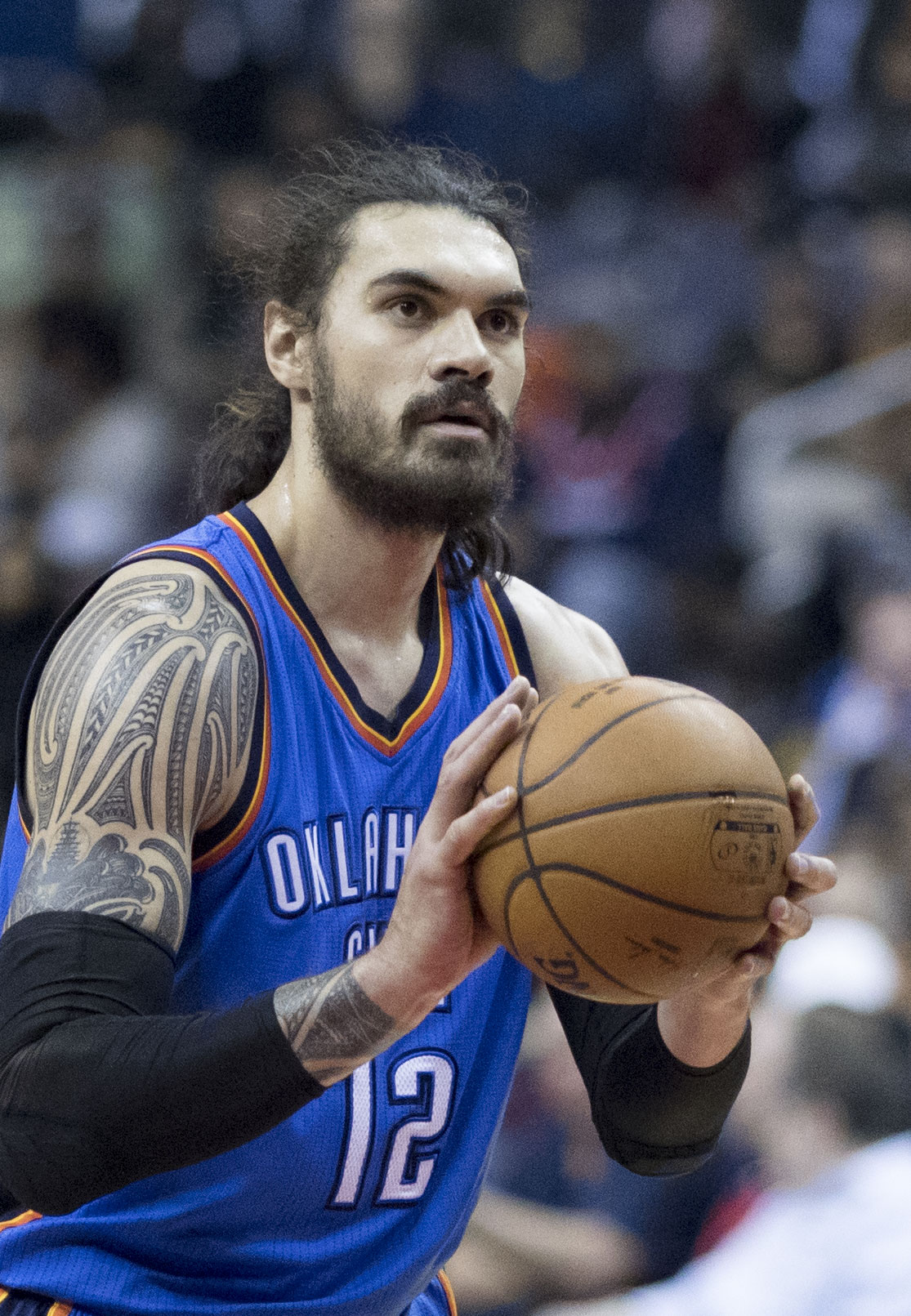
Adams con Oklahoma en 2017.

Fue elegido en la duodécima posición del Draft de la NBA de 2013 por Oklahoma City Thunder. Con los que debutó en la NBA ante los Utah Jazz en un partido en el que consiguió dos puntos y tres rebotes. El 22 de mayo de 2014, Adams fue elegido en el segundo mejor quinteto de rookies de la NBA de la temporada 2013-14.
En su segunda temporada, el 16 de noviembre de 2014, consigue 6 tapones ante Houston Rockets. El 25 de diciembre, un doble-doble de 16 puntos y 15 rebotes ante San Antonio Spurs. El 21 de enero de 2015, consigue 20 puntos ante Washington Wizards. En febrero, fue invitado a participar en el Rising Stars Challenge del All-Star Weekend de 2015, pero cayó lesionado, y se perdió 11 encuentros tras romperse un dedo de la mano derecha.
En su tercer año, en semis de conferencia ante los Spurs, anotó 12 puntos y capturó 17 rebotes.
El 31 de octubre de 2016, Adams firma un contrato de cuatro años y $100 millones para continuar con los Thunder. Ya en la cuarta temporada, el 22 de noviembre de 2016, consigue su máxima notación con 20 puntos ante Los Angeles Lakers. Superando esta marca el 9 de diciembre, con 24 puntos ante Houston Rockets.
En su quinta campaña en Oklahoma, el 1 de diciembre de 2017, supera su récord de anotación con 27 puntos ante Minnesota Timberwolves. El 13 de febrero de 2018, consigue 22 puntos y 17 rebotes ante Cleveland Cavaliers, 12 de ellos fueron ofensivos, convirtiéndose en el primer jugador de los Thunder en lograr esta marca.
Durante su sexto año, el 17 de noviembre de 2018, consiguió 26 puntos ante Phoenix Suns. Y el 19 de diciembre, 20 puntos y récord personal de rebotes con 23 ante Sacramento Kings.

#### New Orleans Pelicans
Después de siete años como pívot titular en Oklahoma, el 21 de noviembre de 2020, firma como agente libre con New Orleans Pelicans, que incluye una extensión de contrato de dos años y $35 millones. El 29 de enero de 2021, captura 20 rebotes ante Milwaukee Bucks.

#### Memphis Grizzlies
Tras una temporada en New Orleans, el 7 de agosto de 2021, es traspasado junto a Eric Bledsoe, a Memphis Grizzlies a cambio de Jonas Valančiūnas y varias rondas de draft. El 6 de diciembre consigue un doble-doble de 17 puntos y 16 rebotes ante Miami Heat. El 26 de febrero de 2022, atrapa 21 rebotes ante Chicago Bulls. A finales de marzo se convierte en el jugador con más rebotes ofensivos en una temporada de la franquicia de Memphis, al superar los 330 de Zach Randolph de la temporada 2009-10. Terminó la temporada con 349.
A principios de octubre de 2022, acuerda una extensión con los Grizzlies por dos años y $25,2 millones.
En octubre de 2023, tras arrastrar problemas durante la temporada anterior, decide pasar por el quirófano y se someterá a una operación en el ligamento cruzado derecho, perdiéndose toda la temporada 2023-24.

#### Houston Rockets
El 1 de febrero de 2024, es traspasado a Houston Rockets a cambio de Victor Oladipo.
El 28 de octubre de 2024 hizo su debut con los Rockets consiguiendo 6 puntos y 3 rebotes en 14 minutos saliendo desde el banquillo en una victoria por 106-101 contra los San Antonio Spurs. El 30 de enero de 2025 fue titular por primera vez en la temporada, registrando un doble-doble con 11 puntos, 10 rebotes y 3 asistencias en una derrota por 120-119 contra los Memphis Grizzlies.
El 14 de junio de 2025, acuerda una extensión de contrato con los Rockets por tres años y $39 millones.

## Estadísticas de su carrera en la NBA

### Temporada regular
| Año     | Equipo        | PJ  | PT  | MPP  | %TC  | %3P  | %TL  | RPP  | APP | ROB | TPP | PPP  |
| ------- | ------------- | --- | --- | ---- | ---- | ---- | ---- | ---- | --- | --- | --- | ---- |
| 2013-14 | Oklahoma City | 81  | 20  | 14.8 | .503 | .000 | .581 | 4.1  | .5  | .5  | .7  | 3.3  |
| 2014-15 | Oklahoma City | 70  | 67  | 25.3 | .544 | .000 | .502 | 7.5  | .9  | .5  | 1.2 | 7.7  |
| 2015-16 | Oklahoma City | 80  | 80  | 25.2 | .613 | —    | .582 | 6.7  | .8  | .5  | 1.1 | 8.0  |
| 2016-17 | Oklahoma City | 80  | 80  | 29.9 | .571 | .000 | .611 | 7.7  | 1.1 | 1.1 | 1.0 | 11.3 |
| 2017-18 | Oklahoma City | 76  | 76  | 32.7 | .629 | .000 | .559 | 9.0  | 1.2 | 1.2 | 1.0 | 13.9 |
| 2018-19 | Oklahoma City | 80  | 80  | 33.4 | .595 | .000 | .500 | 9.5  | 1.6 | 1.5 | 1.0 | 13.9 |
| 2019-20 | Oklahoma City | 63  | 63  | 26.7 | .592 | .333 | .582 | 9.3  | 2.3 | .8  | 1.1 | 10.9 |
| 2020-21 | New Orleans   | 58  | 58  | 27.7 | .614 | .000 | .444 | 8.9  | 1.9 | .9  | .7  | 7.6  |
| 2021-22 | Memphis       | 76  | 75  | 26.3 | .547 | .000 | .543 | 10.0 | 3.4 | .9  | .8  | 6.9  |
| 2022-23 | Memphis       | 42  | 42  | 27.0 | .597 | .000 | .364 | 11.5 | 2.3 | .9  | 1.1 | 8.6  |
| 2024-25 | Houston       | 58  | 3   | 13.7 | .545 | .000 | .462 | 5.6  | 1.1 | .4  | .5  | 3.9  |
| Total   | Total         | 764 | 644 | 25.8 | .586 | .059 | .533 | 8.0  | 1.5 | .8  | .9  | 8.8  |

### Playoffs
| Año   | Equipo        | PJ | PT | MPP  | %TC  | %3P  | %TL  | RPP  | APP | ROB | TPP | PPP  |
| ----- | ------------- | -- | -- | ---- | ---- | ---- | ---- | ---- | --- | --- | --- | ---- |
| 2014  | Oklahoma City | 18 | 0  | 18.4 | .689 | .000 | .348 | 4.1  | .2  | .1  | 1.3 | 3.9  |
| 2016  | Oklahoma City | 18 | 18 | 30.7 | .613 | .000 | .630 | 9.5  | .7  | .5  | .8  | 10.1 |
| 2017  | Oklahoma City | 5  | 5  | 31.4 | .643 | .000 | .364 | 6.8  | 1.4 | 1.2 | 1.8 | 8.0  |
| 2018  | Oklahoma City | 6  | 6  | 33.4 | .587 | —    | .692 | 7.5  | 1.5 | .7  | .7  | 10.5 |
| 2019  | Oklahoma City | 5  | 5  | 31.8 | .667 | .000 | .375 | 7.2  | 1.4 | 1.0 | 1.0 | 11.5 |
| 2020  | Oklahoma City | 7  | 7  | 30.0 | .596 | .000 | .450 | 11.6 | 1.3 | .6  | .3  | 10.1 |
| 2022  | Memphis       | 7  | 5  | 16.3 | .429 | —    | .545 | 6.4  | 2.1 | .1  | .1  | 3.4  |
| 2025  | Houston       | 7  | 0  | 22.1 | .600 | —    | .533 | 6.6  | .6  | .4  | 1.1 | 5.7  |
| Total | Total         | 73 | 46 | 25.7 | .614 | .000 | .534 | 7.3  | .9  | .5  | .9  | 7.5  |

## Vida personal
Steven Adams es el menor de los 18 hijos que tuvo Sid Adams, un marino inglés, con cinco mujeres. La madre de Steven es de la isla de Tonga, y todos los hermanos poseen una alta estatura y gran tamaño físico. Una de sus hermanas mayores es la lanzadora de peso Valerie Adams (n. 1984), doble campeona olímpica (en total posee 4 medallas olímpicas) y cuádruple campeona mundial. Tiene otra hermana, Lisa Adams, que es campeona paralímpica de lanzamiento de peso y disco en la categoría F37.